# Абдул-Меджид I
Абду́л-Меджи́д I (осман. عبد المجيد اول‎ / Abd ül-Mecîd-i evvel, тур. Birinci Abdülmecit) (23 апреля 1823, Стамбул, Османская империя — 25 июня 1861, там же) — 31-й султан Османской империи, правивший в 1839—1861 годах. Старший сын Махмуда II, которому наследовал 2 июля 1839, вскоре после поражения турецкой армии от египтян у Низиба (24 июня 1839).

## Реформы

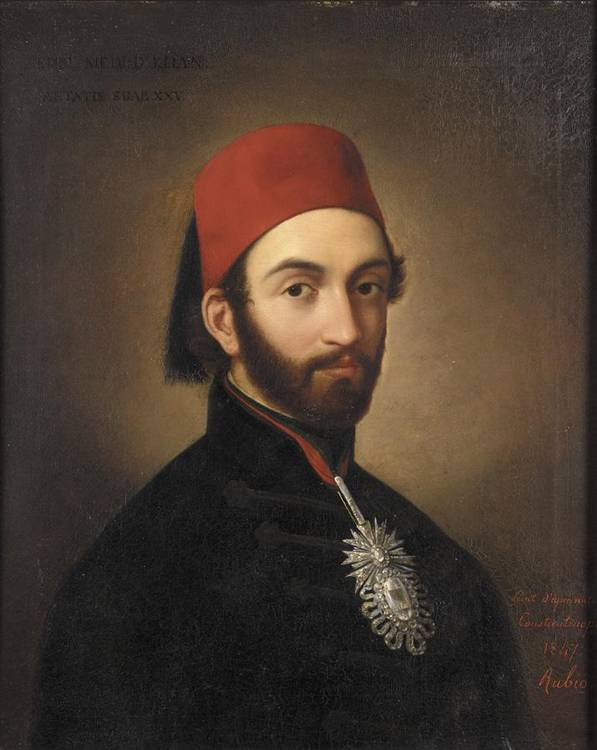
Портрет султана Абдул-Меджида I в молодости кисти Луиджи Рубио

С помощью европейских держав усмирив египетского пашу Мухаммеда Али, Абдул-Меджид, увлечённый западной культурой, продолжил реформы (Танзимат), начатые отцом. При нём немусульманам было разрешено служить в армии, были приняты национальный гимн и флаг, законодательство реорганизовано по образцу французского кодекса Наполеона, произошли технологические усовершенствования (появилась железная дорога и телеграф).
По совету Решида Мустафы-паши он издал 3 ноября 1839 года знаменитый Хатт-и-шериф, по которому обещал равное покровительство всем османским подданным, отказываясь от старого султанского права распоряжаться их жизнью и имуществом.
Абдул-Меджид I не отличался сильным характером, постоянно находясь под влиянием своего окружения; поэтому и реформы, проводимые в его правление, были непоследовательны. 
В 1840-е годы султан помог ирландцам деньгами и хлебом (в том числе против воли британского правительства) во время голода в Ирландии.

## Внешняя политика. Крымская война

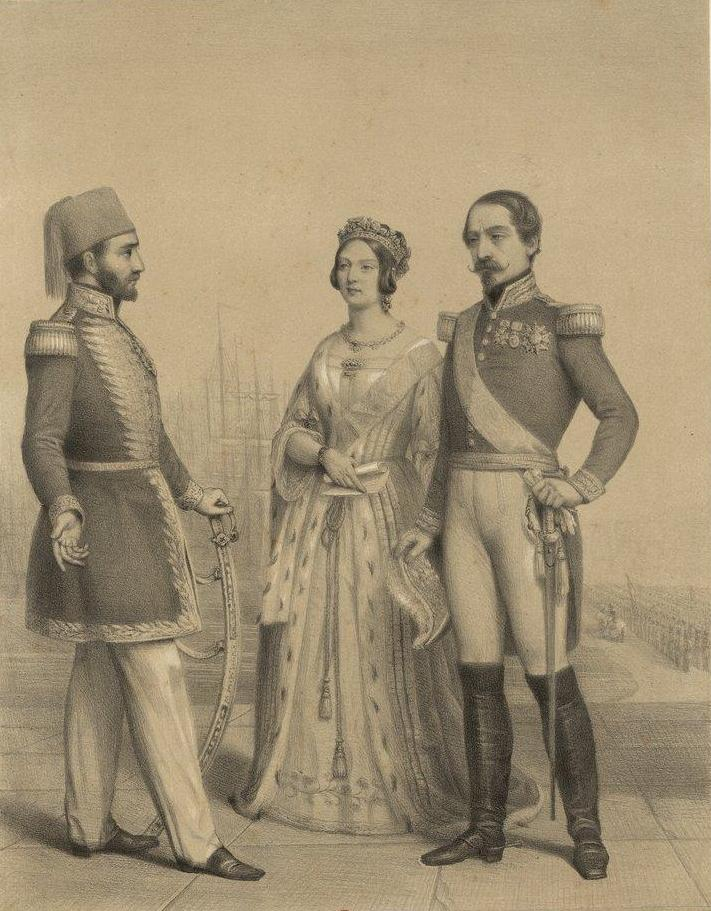
Абдул-Меджид I с королевой Великобритании Викторией и императором Франции Наполеоном III

В 1850 году Османская империя, поддерживаемая Англией, отказалась выдать польских повстанцев революции 1848 года Австрии и России, за что в 1852 году Австрия вытеснила османов из Черногории.
В то же время в Иерусалиме между православными и католиками возник спор из-за святых мест. Императоры Николай I и Наполеон III вмешались в спор церквей. Нарастающая конфронтация привела к дипломатическому пату и 4 октября 1853 года Турция, используя поддержку Англии и Франции, объявила войну России. Так началась Крымская война. Союзниками империи были Англия и Франция. Война кончилась некоторым ослаблением русских, но ненадолго: с начала 1860-х годов они постепенно восстанавливали военный флот и крепости на Чёрном море, а после 1870 года вообще перестали соблюдать ограничения, наложенные на них Парижским миром 1856 года. Османская империя же взамен доставленных ей войной незначительных выгод должна была обещать союзникам добавить к Хатт-и-Хумаюну (18 февраля 1856 г.) новые реформы, плохо коррелирующие с османским государственным строем.

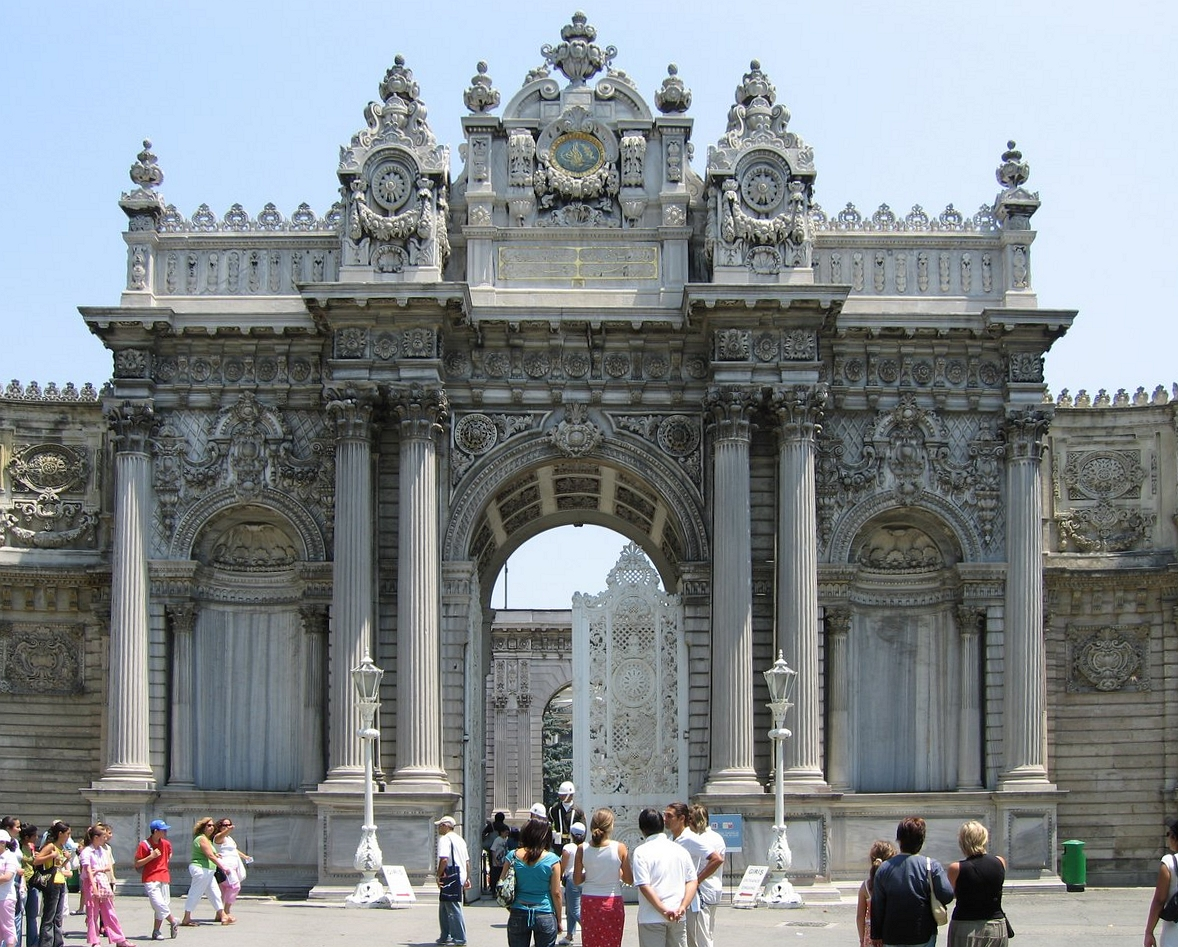
Долмабахче — дворец, построенный Абдул-Меджидом I в 1842—1853

Парижский мирный договор 30 марта 1856 года, обещавший государству не только внешнее, но и внутреннее спокойствие, не удовлетворил ни христиан, ни мусульман. В Боснии, Болгарии и Албании произошли волнения, в Дамаске и Ливане началась резня христиан. Вызванные войной экономические потери вынудили Порту прибегнуть к иностранным заимствованиям. Усилилось влияние в Стамбуле иностранных держав.

## Последние годы
В 1858 году было объявлено о банкротстве султанской казны, а сам Абдул-Меджид упал во мнении подданных. Неудачи сломили султана. Он потерял интерес к делам управления страной, всё чаще проводил время в уединении во дворце. Сладострастие и пьянство подорвали его слабое здоровье.
Султан Абдул-Меджид скончался от туберкулёза 25 июня 1861 года, оставив 8 дочерей и 6 сыновей, но наследовал ему по османским законам его брат Абдул-Азиз.
Последние четыре султана Османской империи — Мурад V, Абдул-Хамид II, Мехмед V и Мехмед VI — были сыновьями Абдул-Меджида I от разных жён.

## Семья и дети
Кадын-эфенди
- Серветсеза Кадын-эфенди (1823, Майкоп[5] — 24 августа 1878[6]/24 сентября 1878[7][8]/ 24 сентября 1879[9], Стамбул) — главная жена с титулом башкадын-эфенди[10][8][5][6]. Брак заключён в 1837 году[9]; детей не имела, однако воспитывала сына и дочерей султана от Гюльджемаль Кадын-эфенди — Мехмеда V, Фатьму-султан[9][6] и Рефию-султан[8].
- Хошьяр Кадын-эфенди (1825, Зугдиди[11] — 1849, Стамбул[12][11]) — вторая[13] или третья жена султана[12]. Брак заключён в марте 1839 года — за четыре месяца до восшествия на престол Абдул-Меджида I[9].
  - Мевхибе-султан (8 мая 1840[12][14]—2 октября[14]/2 ноября 1841 года[7])[11].
- Тиримюжган Кадын-эфенди (19 августа 1819[15]/1822[16], Северный[16] Кавказ[15] — 26 апреля[7]/3 ноября 1853[15][16], Стамбул) — вторая[15][17] или третья жена султана[16]. В гарем попала в 1839 году[15], брак заключён в 1840 году[16] или 10 ноября 1841[18].
  - Наиме-султан (11 октября[7]/12 ноября 1840 — 1 апреля 1843[19])[20]
  - Абдул-Хамид II (22 сентября 1842 — 10 февраля 1918)[21]
  - Мехмед Абид-эфенди (22 — 27[22]/28 апреля 1848[7])[20]
  - Самиха-султан (ум. 1877[7])
- Шевкефза-султан (12 декабря 1820[23][7][24], Поти[24] — 17[23][24]/20 сентября 1889[7], Стамбул) — попала в гарем в раннем детстве[25]; брак с султаном заключён 1 августа 1839 года[24][18]. После смерти двух жён[K 1] Абдул-Меджида I носила титул второй жены[26][23].
  - Мурад V (21[27]/22[28] сентября 1840[23] — 29 августа 1904[29][30])
  - Алие-султан (10[31]/20 октября 1842[32] — 21[31]/23 июля 1844[7] или 10 июля 1845[32])
- Вердидженан Кадын-эфенди (18 октября 1825[33]/1826[34], Сухуми[33] — 9 ноября[33]/9 декабря 1889, Стамбул[34][7]) — третья[35][33] или шестая жена султана[34]. Брак заключён 17 декабря 1840 года[33].
  - Мюнире-султан (9 декабря 1844 — 9 июля 1862[19][7])[35] — 10 июня 1858 года вышла замуж за Ибрагим Ильхами-пашу, сына хедива Египта Аббаса I Хильми, от которого имела сына Алаэддина (ум. 1890/1891)[19]. В январе 1861 года вышла замуж за Ибрагима-пашу, сына Рызы Хасана-паши, от которого имела потомство[7].
  - Ахмед Кемаледдин-эфенди (2 декабря 1847[7]/1848[33] — 4 апреля 1905[7])[35] — был женат на Фатьме Сезадиль Ханым-эфенди, от которой имел дочерей Атиетуллах и Мюнире[7].
- Дюздидиль Кадын-эфенди (1825[36]/1826, Северный Кавказ[37] — 18 августа 1845[7][38][12][37]) — третья жена султана[38][12][39]; брак заключён в 1842 году[37]. Харун Ачба пишет, что Дюздидиль была главной икбал (башханым-эфенди) султана[37].
  - Нейире (Назмие[7])-султан (24 сентября 1841 — 14 января 1844[40][7])
  - Джемиле-султан (18 августа 1843 — 7[38]/26 февраля 1915[7])[38] — 3 июня 188 года вышла замуж за Махмуда Джелаледдина-пашу, от которого имела потомство[7] — в том числе, дочь Фатьму Ханым-султан, умершую в возрасте десяти лет 24 февраля 1890 года[41].
  - Самие-султан (23 февраля — 16 марта[42]/15 апреля 1845[7])
- Гюльджемаль Кадын-эфенди (1826[7], Сараево[33] — 29 октября[43]/16 ноября[44]/29 ноября 1851, Стамбул[7][45]) —четвёртая жена султана[43][44][45]. Была в числе жён Абдул-Меджида I при его восшествии на престол; 1 ноября 1840 года получила титул третьей икбал, после рождения дочери Рефии в 1842 году получила титул пятой жены (кадын-эфенди), затем после рождения сына в 1844 году — четвёртой жены[45]. Брак заключён в 1840 году[44] или 27 марта 1843 года[18].
  - Фатьма-султан (16 февраля[46]/1 ноября 1840[7] — 1882/1883[46][7])[43][7] — 24 февраля 1854 года вышла замуж за Али Галипа-пашу, сына великого визиря Бююк Мустафы Решида-паши[7]; в этом браке в 1855 году родилась дочь Джемиле, скончавшаяся вскоре после рождения. 24 марта 1859 года[7] вышла замуж за Мехмеда Нури-пашу[46], от которого имела сына Мехмеда Фуада, умершего в июле 1862[43], и дочь Эмине Лютфие Ханым-султан, умершую в возрасте 2,5 лет 13 августа 1865[38].
  - Рефия-султан (8 января 1842—1879)[43][7] — в 1853/1854 году вышла замуж за Мехмеда Эдхема-пашу. В 1856/1857 году заключила второй брак[47]. По другим данным, брак с Эдхемом-пашой был единственным и был заключён в 1857 году; от Эдхема имела потомство[7].
  - Хатидже-султан (8 января 1842—1842)[7]
  - Мехмед V (3 ноября 1844 — 3 июля 1918)[43][7])
  - Рукие-султан (1850 — вероятно в младенчестве)[7]
- Шаян Кадын-эфенди (1829, Сочи — 1 января 1862, Стамбул[48]) — главная икбал[49], затем четвёртая жена султана[48][49]. Брак заключён в 1843 году[48]. Мемуарист Харун Ачба пишет, что брак был бездетным, однако турецкий историк Недждет Сакаоглу, ссылаясь на работу Йылмаза Озтуна «Османская династия», называет дочерью Шаян Бехидже-султан[49].
- Пиристу Кадын-эфенди (1830[50]/1832, Сочи[51] — 11 декабря 1904[52]/1906[51], Стамбул) — четвёртая жена султана[53][39]; брак заключён 20 января 1856 года[51]. Своих детей не имела, однако воспитывала Абдул-Хамида II и Джемиле-султан[54].
- Махитаб Кадын-эфенди (1830, Махачкала — 1888, Стамбул[55]) — пятая жена султана; брак заключён в 1845 году[55].
  - Сабиха-султан (20 апреля 1848 — 15[7]/27 апреля 1849[56])
  - Ахмед Нуреддин-эфенди (17 апреля 1851[7]/1852 — 1885[40])
- Невесер Кадын-эфенди (1841, Абхазия[57] — 11 апреля[40], 12 сентября[57][7] или 12 декабря 1889[7]) — пятая жена[40] или главная икбал султана; брак заключён в 1858 году[57].
- Безмиара Кадын-эфенди[7] (ум. 21 января 1909, Стамбул[58]) — пятая жена султана; брак заключён в 1849 году[58], развод — до 1859 года[59].

Икбал
- Нюкхетсеза Ханым-эфенди (2 января 1827[7], Абхазия[60] — 15 мая 1850[60]/19 декабря 1892[7], Стамбул) — главная икбал султана[60]; брак заключён 21 октября 1841[60] или 10 июня 1852[7].
  - Ахмед-эфенди (1845 — 20 марта[7] 1845[22] или 5—6 июня 1846)
  - Мехмед Бурханеддин-эфенди (23 мая 1849 — 3 октября[14]/ноября 1876[7]) — был женат на Местинас-ханым, имел сына Ибрагима Тевфика-эфенди[7] и дочь[14].
- Наланыдиль Ханым-эфенди (1829[7], Анапа[61] — 23 октября 1863 года[61]/1865[19] или 23 декабря 1890[7]) — одна из жён[19] или третья икбал султана; брак заключён в 1850 году[61].
  - Сениха-султан (12 ноября 1851[7]/1852 — 15 сентября 1931)[19] — с 5 декабря 1876 года была замужем за Асаф Махмудом Джелаледдином-пашой и имела потомство[7].
  - Мехмед Абдюссамед-эфенди (1853 — май 1854[22][7])
  - Шехиме-султан (1 марта 1855[7] — 10 октября[26]/10 ноября 1856[7])
- Зейнимелек Ханым-эфенди (1824, Северный Кавказ[62] — 1842[7], Стамбул[62]) — вторая икбал[63][64][49]; брак заключён в 1841 году[64]. Предполагаемой дочерью Зейнимелек была Бехие-султан (22 февраля 1841 — 22 мая 1842[65] или 3 июня 1847[7])[66].
- Джейланьяр Ханым-эфенди (1830, Сочи[67] — 17 января 1855[67] или февраль 1856[7][68]) — вторая икбал[68]; брак заключён в 1847 году[67].
  - Мехмед Рюшди (Рюшдю)-эфенди (31 марта[7] — 7 июня 1852[47])
- Несрин Ханым-эфенди (1826, Поти[69] — 2 января[7][40]/2 мая 1853[69]) — вторая икбал султана[40][69]; брак заключён в 1842 году[69]. Улучай отмечает, что до 1850 года Несрин носила титул третьей икбал[70].
  - Мехмед Зияеддин-эфенди (1 декабря 1846 — 31 апреля[7]/1 мая 1849[63])
  - Бехидже-султан (26 августа 1848 — 30 ноября 1876[65] — в октябре 1859 года вышла замуж за Хюсню-пашу, сына Мустафы паши[7]; вторым браком с 15 ноября 1876 года была замужем за Пашазаде Хамид-бея, внука Халиль Хамида-паши[65].
  - Мехмед Низамеддин-эфенди (19 апреля 1850 — 30 января 1853[40][7])
  - Бахаеддин-эфенди (ум. 9 ноября 1852[71][7])
- Айше Серфираз Ханым-эфенди[7] (1837, Абхазия — 9 июня 1905, Стамбул[72]) — вторая икбал султана; брак заключён в 1851 году[72].
  - Сафдеддин Осман-эфенди (1852[56] — 23 мая 1855[7])
  - Бедия-султан (1857—1858)
  - Сулейман Селим-эфенди (12 января 1861 — 13 июля 1909) — был четырежды женат, имел потомство[7].
- Нергизу Ханым-эфенди (1830, Анапа[73] — 1848[7][19]/26 октября 1858, Стамбул[73]) — четвёртая икбал султана[19][73]; брак заключён в 1847 году[73].
  - Мехмед Фуад-эфенди (июль — 28[43]/29 сентября 1848[7])
- Навекмисаль Ханым-эфенди (1827[74]/1828[19], Северный Кавказ[74] — 1853[19]/5 августа 1854[7][74]) — четвёртая[74] икбал[19]; брак заключён в 1848 году[74].
- Шаесте Ханым-эфенди[7] (1836, Сухуми — 11 февраля 1912, Стамбул[75]) — четвёртая икбал; брак заключён в 1852 году[76].
  - Абдулла-эфенди (1853)
  - Наиле-султан (11 июня[19] 1856/1857[19] — 1882[19]) — в 1876[7]/1877 году вышла замуж за Черкеса Мехмеда-пашу[19].
- Гюлюсту Ханым-эфенди (1830, Сухуми — 1865, Стамбул[77]) — брак заключён в августе 1854 года[77]. Сакаоглу считал, что Гюлюсту была последовательно пятой, затем четвёртой икбал султана[78]. Улучай также называет её четвёртой икбал Абдул-Меджида[79]. Харун Ачба называет Гюлюсту четвёртой женой (кадын-эфенди) султана[77].
  - Фехиме-султан (26 января 1855[7] — 10 октября[46]/10 ноября 1856[7])
  - Зекие-султан (1855 — 19 февраля 1856[63])
  - Медиха-султан (30 июля 1856[7] — 1928) — 8 июня 1879 года вышла замуж за Неджиба-пашу, сына Шейха Неджибзаде Сами-пашу; вторым браком, с 30 апреля 1886 года, была замужем за великим визирем Феридом-пашой, от которого имела потомство[7].
  - Мехмед VI (2 февраля 1861 — 15 мая 1926)[7]

Гёзде
- Хюснидженан-ханым (1818, Северный Кавказ — 1843, Стамбул) — наложница султана с 1835 года[80].
- Русдиль-ханым (5 мая 1824 — 31 октября 1887[7]) — наложница султана со 2 октября 1842[7].
- Йылдыз-ханым (1842, Северный Кавказ — ?) — наложница султана с 1858 года[81].
- Сафдерун-ханым (1845,Северный Кавказ — 1893, Стамбул) — наложница султана с 1859 года[82].
- Шемсинур-ханым[7]

Кто был матерью следующих детей султана неизвестно:
- Мукбиле-султан (22 февраля 1850 — 7 февраля 1853[83][7])
- Мехмед Вамык-эфенди (19 апреля — 1 августа 1850[7][35])
- Фехиме-султан (26 января 1861—1861[7])
- Бедиха-султан (ум. 30 октября[7]/декабря 1853[65])

## Комментарии
1. ↑  Совершенно точно одной из этих жён была Тиримюжган; другой же — либо Хошьяр, либо Гюльджемаль[23].